# Мусават

Прапор партії

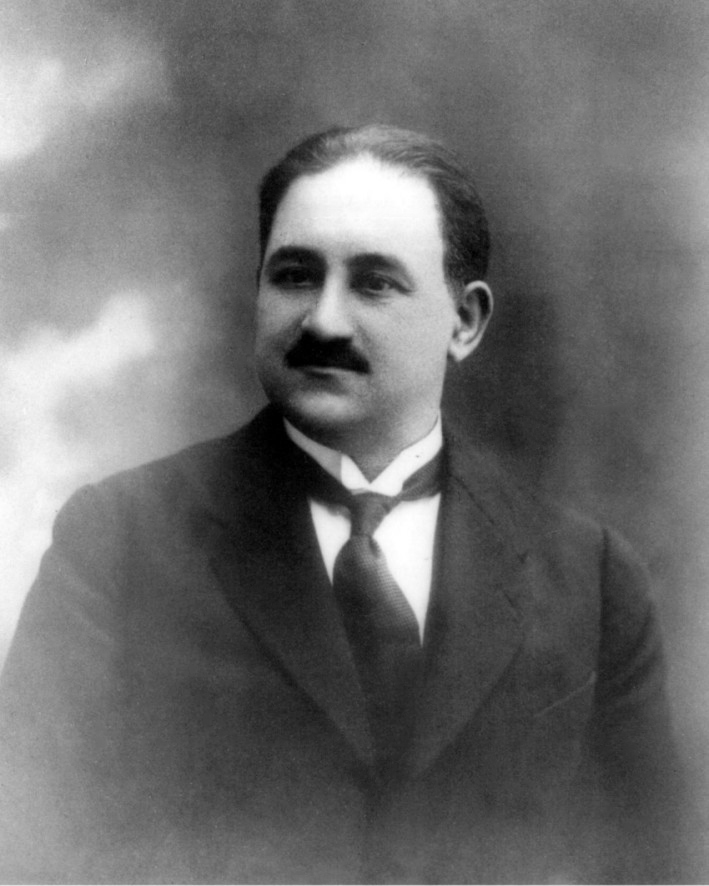
Мамед Емін Расулзаде

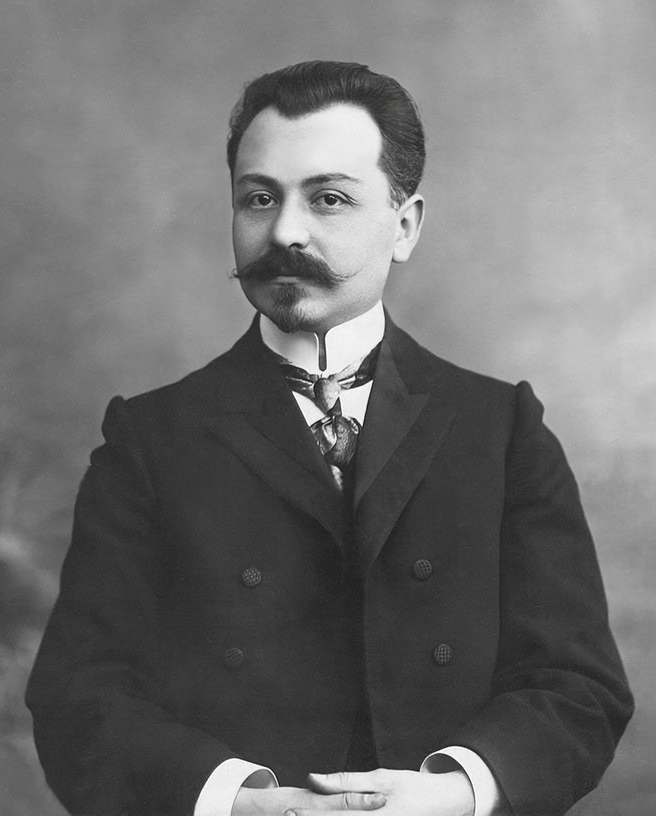
Фаталі Хан Хойський

«Мусават» (азерб. Müsavat— рівність) — дві політичні партії в Азербайджані.

### Азербайджанська націоналістична партія «Мусават»
Перша з них — азербайджанська націоналістична партія «Мусават» («Рівність»), утворена 1911 року в Баку під назвою «Мусульманська демократична партія Мусават». Базуючись на ідеях панісламізму й пантюркізму, мусаватисти висували гасло створення під егідою Туреччини єдиної мусульманської держави, до якої входив би й Азербайджан. В ході Першої світової війни керівники партії «Мусават», однак, закликали мусульман довести війну «до переможного кінця», що практично означало відмову від проголошених ними панісламістських та пантюркістських ідей.
Після Лютневої революції 1917 року «Мусават», що зайняла в нових умовах панівне положення в Азербайджані, виступила за створення «Російської демократичної республіки», вимагаючи при цьому національно-територіальної автономії для Азербайджану. У червні 1917 року відбулось об'єднання «Мусавата» з «Тюркською партією федералістів», партія стала називатись «Тюркська демократична партія федералістів-мусаватистів». У програмі цієї партії вже містилась вимога національно-територіальної автономії у складі оновленої демократичної Росії.
«Мусават» проповідувала класовий мир всередині азербайджанської нації. Поряд із крупною буржуазією й поміщиками, партію «Мусават» підтримувала дрібна буржуазія, національно свідома інтелігенція, а також частина селянства.
Наприкінці жовтня 1917 року в Баку відбувся перший з'їзд об'єднаної партії, що ухвалив нову програму, яка включала такі вимоги:
1. Державний устрій Росії має бути у формі федеративної демократичної республіки, на засадах національно-територіальної автономії.
2. Свобода слова, совісті, друку, союзів, зібрань, страйків мають бути затверджені конституцією та гарантовані державою.
3. Всі громадяни, без урахування віросповідання, національності, статі й політичних переконань рівні перед законом. Паспортна система скасовується. Будь кому надається повне право пересування як у межах своєї країни, так і виїзд за межі держави без усіляких спеціальних на те дозволів.
4. Для усіх службовців та робітників встановлюється восьмигодинний робочий день.
5. Все казенні, удільні, дворянські й приватні землі роздаються селянам безкоштовно та безповоротно.
6. Суди підпорядковуються лише законам і надалі, до затвердження постанов повноважних судових органів, жоден громадянин не може бути покараним.
7. Загальне, безкоштовне та обов'язкове початкове та вище навчання.
(Державний архів Азербайджанської Республіки, ф. 894, оп. 1, од. зб. 56, арк. 5).

Головою ЦК партії був обраний Мамед Емін Расулзаде.
Після Жовтневої революції представники партії «Мусават» увійшли до складу Закавказького сейму, сформованого у Тифлісі на початку 1918 року. Мамед Расулзаде очолив мусульманську фракцію Сейму.
22 квітня 1918 року Закавказький сейм ухвалив резолюцію про проголошення Закавказзя незалежною Закавказькою Демократичною Федеративною Республікою (ЗДФР), а 26 квітня було сформовано новий уряд Закавказзя під керівництвом Акакія Чхенкели. До складу цього уряду увійшли 5 представників Азербайджану, в тому числі представники «Мусавату» Насіб-бек Усуббеков (міністр просвіти) й Мамед Гаджинський (міністр торгівлі й промисловості).
27 травня члени мусульманської фракції Закавказького сейму на своєму засіданні ухвалили рішення проголосити незалежність Азербайджану, оголосивши себе тимчасовою Національною радою Азербайджану. Головою Національної ради Азербайджану став Мамед Расулзаде.
Представники партії «Мусават» (Гаджинський, Усуббеков й інші) займали відповідальні пости у всіх урядах АДР. У радянській історіографії політичний режим, що існував на території Азербайджану у 1918—1920 роках, зазвичай іменувався «мусаватистським».
Після встановлення радянської влади в Азербайджані у квітні 1920 року «Мусават» припинила своє існування.

### Партія Мусават
Спадкоємицею історичної партії є нинішня Партія Мусават (Müsavat Partiyası), що виникла наприкінці 1980-х — початку 1990-х на базі однієї з течій Народного фронту Азербайджану. Лідер партії з 2014 року — Аріф Гаджили.